# Peter Nenzén
Peter Nenzén (ur. 14 grudnia 1960) – szwedzki curler.
W sezonie 1989/1990 Nenzén grał na pozycji otwierającego w zespole Larsa-Åke Nordströma z Örnsköldsviks Curlingklubb. Zespół triumfował w rozgrywkach Elitserien i był gospodarzem Mistrzostw Świata rozgrywanych w Västerås. Szwedzi w zawodach awansowali do półfinałów, przegrywając 3:5 spotkanie przeciwko Szkotom (David Smith) uplasowali się na 3. miejscu.
Z wykształcenia jest psychologiem.

## Drużyna
|           | Czwarty            | Trzeci          | Drugi           | Otwierający  |
| --------- | ------------------ | --------------- | --------------- | ------------ |
| 1989/1990 | Lars-Åke Nordström | Christer Ödling | Peder Flemström | Peter Nenzén |